# Sinfonia n. 28 (Mozart)

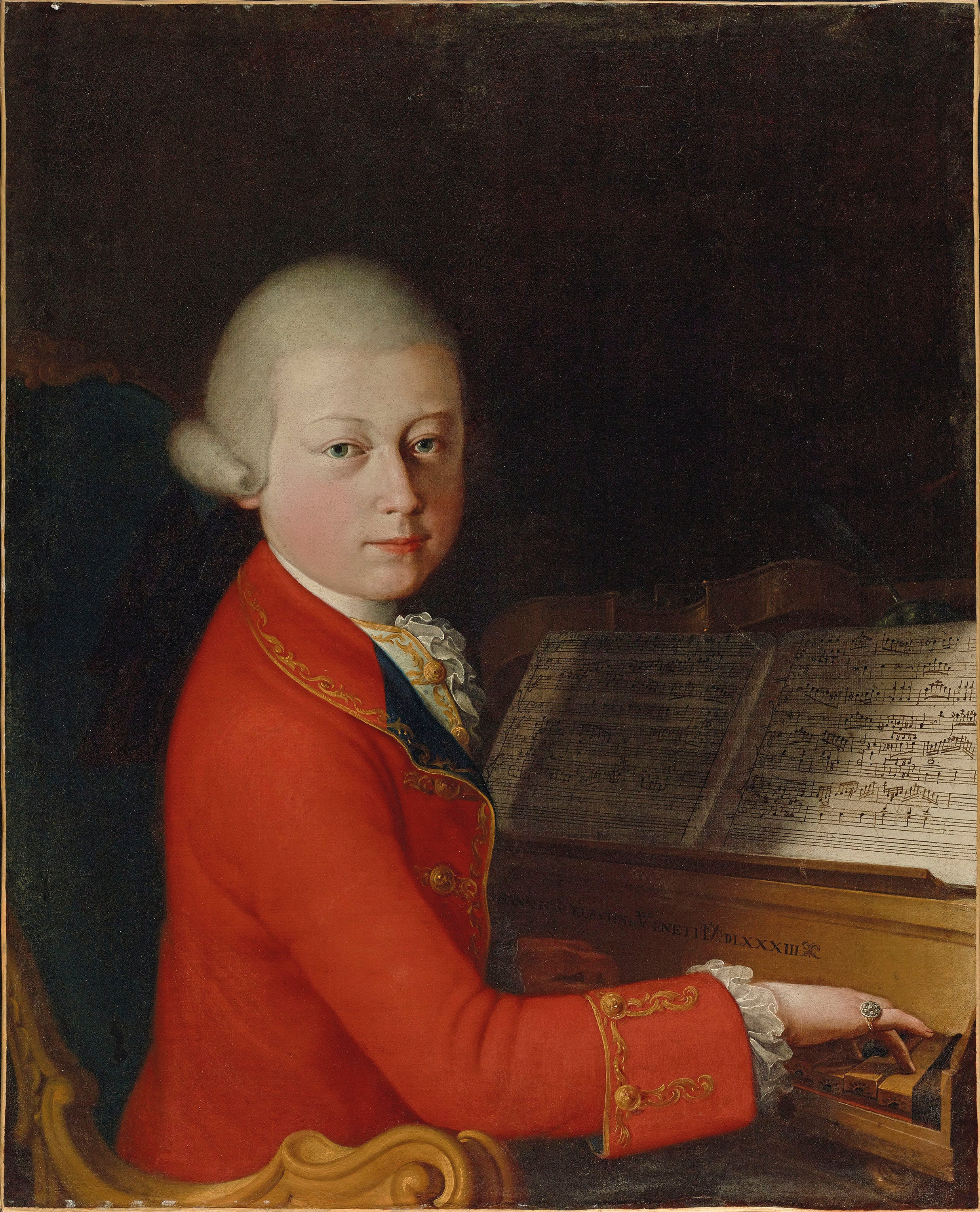
Wolfgang Amadeus Mozart nel 1770.

La sinfonia n. 28 in Do maggiore K 200/189k è una composizione di Wolfgang Amadeus Mozart completata a Salisburgo nel 1773 o nel 1774.

## Storia

### Contesto
La carriera di Mozart come sinfonista era iniziata a Londra durante la grande tournée europea della famiglia Mozart fra il giugno 1763 e il novembre 1766. Il padre, Leopold, aveva pianificato il viaggio per esibire il talento dei propri figli, Wolfgang e Maria Anna, presso le principali corti europee. In questo periodo Wolfgang venne a contatto con le principali tradizioni musicali europee (tedesca, britannica, francese e italiana) e realizzò le sue prime sinfonie, che si ponevano nel solco delle composizioni in tre movimenti all'italiana in stile galante di Carl Friedrich Abel e di Johann Christian Bach. Inoltre, ascoltò anche le sinfonie di altri compositori come Thomas Arne, William Boyce e Giuseppe Sammartini.
In seguito, Leopold e i suoi figli trascorsero diversi mesi nel 1768 a Vienna durante i quali Wolfgang adattò il proprio stile ai gusti del pubblico viennese, adottando fra le varie cose la struttura della sinfonia in quattro movimenti. Wolfgang e suo padre Leopold fecero tre viaggi in Italia fra il dicembre 1769 e il maggio 1773. In questo periodo Wolfgang alternò i suoi viaggi con soggiorni a Salisburgo, durante i quali compose l'opera Mitridate, re di Ponto, oltre a diverse sinfonie influenzate dal gusto italiano. Nel 1772 e nel 1773 Mozart visse un periodo di entusiasmo per la scrittura sinfonica, componendo ogni anno sette nuove sinfonie (dalla n. 15 alla n. 27). Ridusse poi la sua attività in questo campo e, nei due anni successivi, apparvero solo tre nuove sinfonie (le n. 28, n. 29 e n. 30).

### Composizione
Intorno al 1785 Mozart organizzò una serie di concerti al Burgtheater di Vienna e decise di eseguire alcune sinfonie composte parecchi anni prima. Poiché era inusuale proporre al pubblico composizioni vecchie, Mozart cancellò le date dai manoscritti originali prima di consegnarli ai copisti. Per questo motivo la data di completamento di questa sinfonia non è chiaro. I musicologi, grazie alla tecnologia, hanno parzialmente ricostruito la grafia di Mozart sotto la cancellatura: mentre il mese è certamente novembre, il giorno potrebbe essere 17 o 12, mentre l'anno era stato inizialmente letto come 1774, ma studi più recenti leggono 1773. Se l'anno corretto fosse 1774, allora la sinfonia n. 28 sarebbe stata composta dopo le n. 29 e n. 30. Il manoscritto autografo è conservato presso la Morgan Library & Museum di New York.

### Prima esecuzione e pubblicazione
La data della prima esecuzione è sconosciuta e non si conosce nemmeno lo scopo per il quale la sinfonia venne composta. La prima edizione fu stampata nel 1847 dall'editore Ewer di Londra, arrangiata da Carl Czerny. La partitura completa fu pubblicata nel 1880 da Breitkopf & Härtel a Lipsia con il titolo Wolfgang Amadeus Mozarts Werke, Serie VIII, No. 28.

## Strumentazione
La partitura è scritta per un'orchestra composta da:
- Archi: violino 1° e 2°, viola, violoncello/contrabbasso.
- Fiati: due oboi.
- Ottoni: due corni e due trombe.

Una copia manoscritta utilizzata dallo stesso Mozart, ora perduta, conteneva una parte per il fagotto ed esisteva anche una parte autografa per i timpani, che fu venduta a Berlino nell'ottobre 1929 e che, da allora, è considerata perduta. Nelle orchestre dell'epoca, comunque, era uso comune che i timpani, se presenti, non avessero una parte indipendente ma suonassero la stessa notazione delle trombe. Mozart, a Vienna, potrebbe aver eseguito la sinfonia con un'orchestra più grande rispetto al ridotto organico orchestrale a disposizione nella corte arcivescovile di Salisburgo.

## Struttura e analisi
Sono presenti quattro movimenti, coerentemente con i canoni  del classicismo:
1. Allegro spiritoso, in Do Maggiore, tempo 3/4.
2. Andante, in Fa maggiore, tempo 2/4.
3. Minuetto: Allegretto, in Do maggiore, tempo 3/4, e Trio, in Fa maggiore, tempo 3/4.
4. Presto, in Do maggiore, tempo 2/2.

L'esecuzione integrale dura circa 20/25 minuti. La composizione si contraddistingue per una evidente unità tematica: nei temi presenti in ciascun movimento, infatti, sono presenti affinità strutturali e i movimenti stessi sono legati fra loro da parentele tematiche. Ad esempio, l'incipit del tema del primo movimento è uguale, ma trasportato in Fa maggiore e in direzione ascendente, all'incipit del secondo movimento, riapparendo poi nel Presto conclusivo. Il tema di quest'ultimo, poi, prende spunto dalla terza battuta del primo movimento.

### Allegro spiritoso
Il primo movimento, Allegro spiritoso, è scritto in Do maggiore, in tempo 3/4 e segue la forma-sonata. Si apre con un vivace arpeggio discendente di quattro accordi, seguito da un passaggio trillato dei violini. Di seguito, l'incipit del movimento:

### Andante
Il secondo movimento, Andante, è in Fa maggiore e in tempo 2/4. Inizia con un tema principale cantabile, simile a un'aria, enunciato dai violini in sordina. Di seguito, l'incipit del movimento:

### Minuetto: AllegrettoeTrio
Il terzo movimento, Minuetto: Allegretto, è in Do maggiore, che nel Trio cambia in Fa maggiore, e il tempo è 3/4. Si tratta di un minuetto danzabile, seguito da un trio composto per i soli archi.

### Presto
Il quarto e ultimo movimento, Presto, riprende la tonalità iniziale di Do maggiore e l'indicazione di tempo è 2/2. Il tema principale, con trilli di violino, è il tema principale sia dello sviluppo che di una breve coda, in cui gli oboi raddoppiano i trilli. Di seguito, l'incipit del movimento: